# Павло Скоропадски
Павло Петрович Скоропадски (на украински: Павло Петрович Скоропадський; на руски: Павел Петрович Скоропадский) е генерал-лейтенант и офицер на Руската императорска армии, а впоследствие украински хетман и политик. Той е сред водачите на борбата за независимост на Украйна след Руската революция от 1917 г.  От 29 април до 14 декември 1918 г. той носи титлата хетман на цяла Украйна (на украински: Гетьман усієї України), която обозначава държавния глава и върховния главнокомандващ на украинската държава – Украинската народна република.
Той е потомствен благородник от Полтавска губерния на Руската империя от рода Скоропадски, към когото принадлежи и Иван Скоропадски – хетман на Казашкото хетманство. Той е с православно вероизповедание. Скоропадски е едър земевладелец в Полтавска и Черниговска губерния.
Син е на Петър Иванович Скоропадски (1834-1885 г.), пенсиониран полковник от Кавалерогвардейския полк, председател на дворянството на Стародубска област, и съпругата му Мария Андреевна (1839-1900 г.), благородничка от рода Миклашевски, дъщеря на собственика на порцелананова мануфактура Андрей Михайлович Миклашевски.
До петгодишна възраст живее с майка си и роднините си във Висбаден (Германия), а след това се премества в семейното имение в Украйна, в град Тростянец. На 12-годишна възраст остава без баща.
Учи в гимназия в Стародуб. През 1886 г. постъпва в корпуса на пажове в Санкт Петербург. През 1891 г. е преместен в младши специален клас. На 13 октомври 1892 г. е повишен в чин камерпаж.
В началото на 1918 г. правителството на Украинската народна република сключва споразумение с Германия, според което в страната навлизат германски войски. Те трябва да предотвратят завладяване на Украйна от Съветска Русия, а в замяна Украйна да достави определени количества храни на Германия.
Тъй като доминираното от социалдемократите правителство не успява да изпълни ангажиментите си, германците подкрепят държавния преврат от 29 април 1918 г., ръководен от Павло Скоропадски, който се обявява за хетман на Украйна.
Управлението на Скоропадски е съпътствано от селски бунтове и партизанска съпротива. Той е обвиняван в проруски настроения и че е марионетка на германците. За разлика от предходния период, той успява да възстанови функционирането на администрацията, да сключи мирен договор със Съветска Русия и да установи дипломатически отношения с много страни, сред които и България.
След капитулацията на Германия и Австро-Унгария през ноември 1918 г. и изтеглянето на техните войски от Украйна Павло Скоропадски прави опит да спечели подкрепата на Тройното съглашение, като се обявява за федерация на Украйна с Русия (след нейното освобождение от болшевиките). Това предизвиква въстание, оглавено от Симон Петлюра, което възстановява Украинската народна република начело с Володимир Виниченко.
Въпреки поражението си Скоропадски не се отказва от титлата си на хетман и заминава в Германия. Умира в края на Втората световна война, след като е ранен по време на съюзническа бомбардировка.